# Arno Wallaard Memorial 2016
L'Arno Wallaard Memorial 2016, trentatreesima edizione della corsa, si svolse il 23 aprile 2016 su un percorso di 184 km, con partenza e arrivo a Meerkerk. Fu vinto dall'olandese Maarten van Trijp della Metec-TKH p/b Mantel davanti al suo connazionale Elmar Reinders e al danese Nicolai Brochner.

## Ordine d'arrivo (Top 10)
| Pos. | Corridore         | Squadra        | Tempo    |
| ---- | ----------------- | -------------- | -------- |
| 1    | Maarten van Trijp | Metec-TKH      | 4h01'55" |
| 2    | Elmar Reinders    | Jo Piels       | s.t.     |
| 3    | Nicolai Brochner  | Riwal          | s.t.     |
| 4    | Haavard Blikra    | Coop-Øster Hus | s.t.     |
| 5    | Marco Mathis      | Rad-Net Rose   | s.t.     |
| 6    | Twan Brusselman   | Jo Piels       | s.t.     |
| 7    | René Hooghiemster | Baby-Dump      | s.t.     |
| 8    | Merijn Korevaar   | Rabobank D.    | a 5"     |
| 9    | Jasper Hamelink   | Metec-TKH      | a 9"     |
| 10   | Alexander Cools   | Superano       | s.t.     |